# Endless Forms Most Beautiful
Endless Forms Most Beautiful is het achtste album van de Finse metalband Nightwish, uitgebracht in 2015. De titel verwijst naar de geschiedenis het leven op aarde, dat ook het thema van het album is. Evolutionair bioloog Richard Dawkins heeft een gastrol. Het album is ook het eerste met de nieuwe bandopzet, met Floor Jansen als vocaliste, die in 2013 Anette Olzon verving, en Troy Donockley, die in eerdere albums als gast had opgetreden.
Het album kwam in Nederland en andere EU-landen uit op 27 maart 2015. De eerste single, Élan kwam uit op 13 februari, maar was vier dagen daarvoor gelekt.

## Verklaring titel
De titel van het album verwijst hetzij naar Sean B. Carrolls Endless Forms Most Beautiful: The New Science of Evo Devo and the Making of the Animal Kingdom, hetzij naar een citaat van Charles Darwin, die de stamboom van het leven aanduidde als "endless forms most beautiful."

## Track list
Alle teksten zijn geschreven door Tuomas Holopainen tenzij anders vermeld.
1. Shudder Before the Beautiful (6:29)
2. Weak Fantasy (5:23) - teksten en muziek door Marco Hietala, Holopainen
3. Élan (4:45)
4. Yours Is an Empty Hope (5:34) - teksten en muziek door Hietala, Holopainen
5. Our Decades in the Sun (6:37) - muziek door Hietala, Holopainen
6. My Walden (4:38) - muziek door Holopainen, Hietala
7. Endless Forms Most Beautiful (titelsong) (5:07)
8. Edema Ruh (5:15)
9. Alpenglow (4:45)
10. The Eyes of Sharbat Gula (6:03)
11. The Greatest Show on Earth (24:00)

1. Four Point Six (5:47)
2. Life (5:05)
3. The Toolmaker (6:22) - muziek door Hietala, Holopainen
4. The Understanding (3:00)
5. Sea-Worn Driftwood (3:48)